# Jean-Antoine Chaptal
 (octobre 2024).
Si vous disposez d'ouvrages ou d'articles de référence ou si vous connaissez des sites web de qualité traitant du thème abordé ici, merci de compléter l'article en donnant les références utiles à sa vérifiabilité et en les liant à la section « Notes et références ».
Pour les articles homonymes, voir Chaptal.
Jean-Antoine Chaptal, comte de Chanteloup est né le 5 juin 1756 à Nojaret et mort le 29 juillet 1832 à Paris, c'est un chimiste, médecin et homme politique français.
Il a donné son nom à la chaptalisation.

## Biographie

### Naissance, famille
Jean-Antoine Chaptal naît le 5 juin 1756, à Nojaret, petit village de la commune de Badaroux dans le Gévaudan (Lozère).
Sa famille est d'un milieu rural relativement humble. Mais son oncle paternel Claude Chaptal (1699-1787) est docteur en médecine — cependant non un professeur, comme il a été dit sur la foi de ce que son portrait figure dans la salle du Conseil de la faculté de médecine de Montpellier ; car sur ce portrait il porte l'habit de docteur et non la robe de professeur.
Jean-Antoine épouse le 11 septembre 1781 à Montpellier, Anne Marie Rose Lajard (1761-1845) ; le couple a deux enfants : le vicomte Jean-Baptiste Marie Chaptal de Chanteloup et Virginie Chaptal, née en 1795, mère de Henri Delaage.

### Formation
Il a pour premier éducateur l'abbé Jean Antoine Caylar de Bardon, chez qui il est mis en pension à Mende. Puis il reçoit une éducation médiocre chez les Pères de la Doctrine chrétienne (5 ans ?). Son oncle le place ensuite au collège de Rodez (une année de philosophie ?).
En 1774 il entre à l'université de médecine de Montpellier, très renommée à cette époque et rivale de celle de Paris. Il y reste jusqu'en 1777 où il est reçu docteur,,. « Après l'autopsie d'un adolescent qui se réveille au cours de l'opération », il s'éloigne de la médecine et se rend à Paris pour étudier la chimie. Sa renommée est surtout due aux applications qu'il a faites de la chimie dans l'industrie, notamment avec l'amélioration de la production de l'acide chlorhydrique. Il donne son nom à la chaptalisation, procédé permettant d'augmenter par sucrage la teneur en alcool des vins.
Chaptal n'a fait aucune découverte de premier ordre mais il a propagé l'étude de la chimie par ses leçons et ses écrits ; on lui doit la fabrication artificielle de l'alun, du salpêtre, de ciments imitant ceux de pouzzolane, le blanchiment à la vapeur, l'art de teindre le coton en rouge d'Andrinople.

### Le savant et l'industriel
Il revient à Montpellier en 1780 pour y occuper la chaire de chimie universitaire ,. En 1781, il épouse Rose Anne Lajard, fille d'un négociant qui lui fait connaître les besoins des manufactures textiles. Ce sont surtout les applications industrielles de la science qui l'intéressent. Fils cadet, désavantagé par le droit d'aînesse, c'est son oncle Claude Chaptal, médecin à Montpellier, qui, après avoir assumé les frais de son éducation et de ses études de médecine puis de chimie, l'aidera à bâtir des ateliers pour y expérimenter et développer ses découvertes, avant d'en faire son héritier. Il crée au domaine de La Paille à Montpellier une fabrique de produits chimiques qui le fait bientôt connaître dans toute l'Europe, et dès 1786 il reçoit de Louis XVI des titres de noblesse[réf. nécessaire].
Une très grande importance doit être attribuée à son application de la formule de Lavoisier sur la transformation du sucre en alcool : on peut considérer que cette application de la formule capitale de l'œnologie constitue l'acte de naissance de la chimie moderne du vin. Chaptal développe sa doctrine sur la vinification dès 1799 lors de la rédaction de l'article « vin » du Dictionnaire d'agriculture de François Rozier. Peu à peu, les propriétaires de vignobles s'emparent de son travail et des savants tels qu'Antoine-Alexis Cadet-de-Vaux et Jean-Louis Roard publient cette nouvelle doctrine avec leurs propres observations. Fort de tous les renseignements que lui fournissent ceux qui ont adopté ses principes, Chaptal développe son sujet dans son traité de 1807, qui a révolutionné l'art de la vinification.
En 1801 parait le Traité théorique et pratique sur la culture de la vigne, avec l'art de faire le vin…. Ce recueil contient les textes fondamentaux de la viticulture et de l'œnologie modernes. Rozier y enseigne l'art de cultiver la vigne, Dussieux ajoute des notes et observations nouvelles, Chaptal livre ici le premier de ses traités sur le vin. Il est intitulé Essai sur le vin. Ce travail est complété la même année par l'Art de faire, de gouverner et de perfectionner les vins. Suit un autre traité de Rozier sur la distillation et un autre, de Parmentier, sur les vinaigres. On peut dire que la publication de cet ouvrage a fait changer de face l'industrie vinicole. Il est traduit en italien en 1812.
À partir de 1793, il dirige à Paris la fabrique de poudre de guerre de Grenelle . Il participe, avec Berthollet, Laplace et Monge, à la création de l'École d'arts et métiers. Il est nommé par le Comité de salut public inspecteur des poudres et salpêtres pour l'arrondissement du Midi, puis, en juin 1794, directeur de l'Agence révolutionnaire des poudres. Par ailleurs, il enseigne la chimie à l'École polytechnique où il remplace Berthollet et devient membre de l'Académie des sciences à partir de 1796 . Deux ans plus tard (an VI), il ouvre la manufacture des Ternes à Neuilly ,, 
qui produit de l'acide sulfurique et de l'alun, et qui conduit sous l'Empire à une plainte d'un voisin, Lombard, ex-procureur du Parlement de Paris reconverti à l'apiculture. Celui-ci ne manque pas de souligner les conflits d'intérêts de Chaptal, qui réussit même à faire nommer son fils à la mairie en remplacement de Delabordère, qui s'était opposé à la manufacture en raison de la pollution qu'elle provoquait.[réf. nécessaire]

### Le politique
Parallèlement à ses activités de savant, de chimiste et d'industriel, il est d'abord chargé du portefeuille du département de l'Intérieur par intérim le 6 novembre 1800 par le consul Napoléon Bonaparte et est officiellement nommé ministre de l'Intérieur le 21 janvier 1801. Entre deux, il a le temps d'élaborer la loi du 28 pluviôse an VIII (17 février 1800) « concernant la division du territoire de la République et l'administration », qui institue préfets et sous-préfets, conseillers généraux et d'arrondissement, y compris les arrondissements de Paris.
En 1801, il signe l'arrêté qui prévoit la répartition en province des biens artistiques nationalisés à la Révolution, à des fins pédagogiques et pour désengorger le Muséum central des arts de la République (actuel Musée du Louvre).
Chaptal est à l'origine d'une réorganisation complète de l'instruction publique,.
Poursuivant un projet d'organisation du service de la maternité qui lui est présenté par le Conseil d’administration des hospices de la ville de Paris, il crée par arrêté du 11 messidor an X (30 juin 1802) l'école de sages-femmes de l'Hospice de la maternité de Paris, où se déroulent quelque 2 000 accouchements par an,. On doit à son administration l'arrêté Chaptal, qui est l'acte fondateur des musées de province français. Il est reçu à l'Académie des sciences, belles-lettres et arts de Rouen le 27 juillet 1803. Il démissionne en 1804 lorsque Bonaparte se fait proclamer empereur, afin de se consacrer à ses travaux scientifiques.[réf. nécessaire]
Il est nommé sénateur le 25 thermidor an XII (13 août 1804), est fait pair de France une première fois lors des Cent-Jours et le redevient sous la Restauration en 1819.
Il fait partie de plusieurs commissions chargées d'examiner des projets de décrets du sénatus-consulte (parmi d'autres : 
octobre 1804, sur la réunion de Gênes à l'empire français ; 
décembre 1809, sur le divorce de Napoléon d'avec Joséphine ; 
novembre 1813, sur la nomination du président du Corps législatif).
Suivant un décret de Napoléon du 26 décembre 1813, Chaptal est l'un des sénateurs et conseillers d'État envoyés comme commissaires extraordinaires dans les divisions militaires pour accélérer et organiser la conscription.
Le 21 avril 1814 il signe son agrément à la Constitution sénatoriale décrétée (très hâtivement) par l'acte du 6 avril 1814 
(Napoléon est contraint d'abdiquer le 6 avril à Fontainebleau et c'est le retour des Bourbons avec la Première Restauration).

### Fin de vie
En 1823 est publié sa Chimie appliquée à l'agriculture, son dernier ouvrage, destiné à devenir un des classiques de l'agronomie. Il écrit pour la première fois les nombreuses découvertes chimiques concernant l'agriculture scientifique et technique, mais aussi pratique : importantes considérations sur la composition des sols, de l'air, de la chaleur, sur le rôle de l'eau, l'influence de l'électricité sur la végétation, le rôle de la lumière et de la température , etc.
En 1826, il est président du conseil de perfectionnement de l'École spéciale de commerce et d'industrie.
Il est en partie ruiné par les dettes de son fils — qui porte le nom de Chaptal de Chanteloup — : dès 1823, il doit se défaire peu à peu du domaine de son château de Chanteloup dans le parc duquel il a cultivé des betteraves sucrières. Bien national saisi en 1794 sur le duc de Penthièvre, puis vendu aux enchères publiques en 1802, les terres et bâtiments du domaine sont progressivement démembrées jusqu'en 1829. Le corps du bâtiment est alors cédé à des marchands de bien, sous la pression des créanciers du fils, représentés par Prosper Enfantin et Jacques Laffitte : l'opération de liquidation visait uniquement à sauver l'usine des Ternes et ses filiales, qui furent en définitive fermées. Le fils Chaptal disparut, et mourut à Mexico en 1833. Les trois dernières années de sa vie, Jean-Antoine Chaptal était tout de même parvenu à garantir à ses enfants de quoi vivre et, quittant l'hôtel de Mailly, où avait trouvé refuge les enfants de son fils exilé, il se contenta d'une maison rue de Grenelle, de sa pension de légionnaire et de 12 000 francs annuels versés au titre de son majorat et de ses services à l'État.
Il meurt à Paris le 29 juillet 1832, et est inhumé au cimetière du Père-Lachaise (division 89).
L'éloge funèbre est prononcé par le baron Charles Dupin, devant l'Institut, le 1er août suivant.
Franc-maçon, il aurait été initié par Louis-Claude de Saint-Martin[réf. à confirmer].
Il est un des fondateurs, avec les trois Consuls, de la Société d'encouragement pour l'industrie nationale et son premier président, jusqu'à sa mort en 1832 (le baron Louis Jacques Thénard lui succède). Les conceptions qu'il professe sont très proches de celles de Jacques Claude Marie Vincent de Gournay, de la Société d'Agriculture, de Commerce et des Arts de Bretagne.

## Publications
- [1776] (la) Conspectus physiologicus de fontibue differentiarum inter homines, relative ad scientias (thèse : Pro Baccalaureatus gradu consequendo), université de Montpellier, 1776, 62 p., sur wellcomecollection.org (OCLC 1155394157, lire en ligne).
- [1787] Observations sur quelques avantages qu'on peut retirer des terres ocreuses, avec les moyens de les convertir en brun rouge, et d'en former des pozzolanes propres à remplacer avec économie les étrangères et les nationales, Paris, Impr. des États de Languedoc, 1787, 48 p., sur plume.epfl.ch (BNF 30221980, lire en ligne).
- (fr + de) De la Culture du tabac et du Monopole, Strasbourg, impr. F.-G. Levrault, s.d., 8 p. (BNF 30221964).

Dans De l'industrie française   t. 1, p. 166-170, 4 pages sont dédiées à ce sujet.
- Élémens de chimie
  - [1790] Élémens de chimie, t. 1, Montpellier, impr. Jean-François Picot, 1790, cx (110 p.) + 259, sur gallica (lire en ligne).
  - [1790] Élémens de chimie, t. 2, 1790, 443 p., sur gallica (lire en ligne).
  - [1790] Élémens de chimie, t. 3, 1790, 460 p., sur gallica (lire en ligne).
- [1790] Observations générales sur l'agriculture, considérée dans ses rapports avec la prospérité de la France : suivies de quelques réflexions sur les ouvrages d'Olivier de Serres, Montpellier, impr. Jean-François Picot, 1790, 31 p. (OCLC 665764015).
- [1794] Essai sur le perfectionnement des arts chimiques en France, Paris, Déterville, 1794, VIII-88 p., sur gallica (BNF 30221968, lire en ligne) (aussi sur wikisource)
- [1795] Instructions sur la manière d'extraire le goudron et autres principes résineux du pin, Paris, Impr. du Comité de Salut public, 1795, 18 p. (BNF 30221973).
- [1796 / 1799] « Observations sur les deux procédés employés pour la fabrication du verdet, verd-de-gris, ou acétite de cuivre » (lu et déposé au secrétariat de l'Institut le 26 floréal an 4 (15 mai 1796), publié en 1799), Mémoires de l'Institut national des sciences et des arts. Sciences mathématiques et physiques, t. 1,‎ 1796 / 1799, p. 89-92 (lire en ligne [sur gallica]).
- [1796 / 1799] « Observations sur le savon de laine et sur ses usages dans les arts » (lu et déposé au secrétariat de l'Institut le premier prairial an 4 (20 mai 1796), publié en 1799), Mémoires de l'Institut national des sciences et des arts. Sciences mathématiques et physiques, t. 1,‎ 1796 / 1799, p. 93-101 (lire en ligne [sur gallica]).
- [1796 / 1799] « Observations sur les sucs de quelques végétaux, et sur les moyens dont le carbone circule dans le végétal et s'y dépose pour servir à la nutrition » (lu et déposé au secrétariat de l'Institut le 6 nivose an 5 (26 décembre 1796), publié en 1799), Mémoires de l'Institut national des sciences et des arts. Sciences mathématiques et physiques, t. 1,‎ 1796 / 1799, p. 288-300 (lire en ligne [sur gallica]).
- [1796] Traité du salpêtre et des goudrons, Marseille, 1796.
- [1798 / 1799] « Considérations chimiques sur l'effet des mordans dans la teinture en rouge du coton » (lu le 26 floréal an 6 (15 mai 1798), publié en 1799), Mémoires de l'Institut national des sciences et des arts, t. 2,‎ 1798 / 1799, p. 288-294 (lire en ligne [sur gallica]).
- [1798 / 1799] « Observations sur la fabrication de l'acétite de cuivre (verd-de-gris, verdet, etc.) » (lu le 16 ventose an 6 (6 mars 1798), publié en 1799), Mémoires de l'Institut national des sciences et des arts, t. 2,‎ 1798 / 1799, p. 489-506 (lire en ligne [sur gallica]).
- [1798 / 1799] « Observations chimiques sur la couleur jaune qu'on extrait des végétaux » (lu le 19 messidor an 6 (7 juillet 1798), publié en 1799), Mémoires de l'Institut national des sciences et des arts, t. 2,‎ 1798 / 1799, p. 507- (lire en ligne [sur gallica]).
- [1798 / 1801] « Considérations chimiques sur l'usage des oxides de fer dans la teinture du coton » (lu le 26 germinal an 6 (27 décembre 1798), publié en 1801), Mémoires de l'Institut national des sciences et des arts, t. 3,‎ 1798 / 1801, p. 97-106 (lire en ligne [sur gallica]).
- [1798] « Tableau des principaux sels terreux et substances terreuses », Mémoires de l'Institut national des sciences et arts. Sciences mathématiques et physiques (1re classe), t. 1,‎ 1798.
- [Chaptal et al. 1798] « Rapport fait à la Classe de littérature et beaux arts, et à la Classe des sciences mathématiques et physiques de l'Institut national, les 3 et 6 frimaire an 8, par le citoyen A.G. Camus, au nom d'une commission composée des citoyens Chaptal, Darcet, Duhamel, Vincent et Camus » (étude d'un procédé de lutte contre la contrefaçon des imprimés - billets de commerce, passeports, etc.), Mémoires de l'Institut national des sciences et arts. Littérature et beaux arts, t. 4,‎ septembre-octobre 1800 (vendémiaire an 11), p. 381-393 (lire en ligne [sur gallica]).
- 1800 : Art du peinturier et du dégraisseur
- [1800] Rapport et projet de loi sur l'instruction publique. Cet ouvrage fait suite à l'Essai sur le perfectionnement des arts chimiques en France, Paris, impr. Crapelet, libr. Deterville, 1800, 134 p., sur gallica (lire en ligne).
- [1800] « Lettre aux préfets » (écrit par Chaptal ministre de l'Intérieur), 3e division. Bureau des hospices et secours,‎ 1800, p. 3 (lire en ligne [sur gallica]).
- [1800] Instruction relative à l'exécution des lois concernant les mines, usines et salines, Paris, impr. des Sourds-Muets, 1800, 20 p. + 2, sur gallica (lire en ligne).
- [1801] Robert O'Reilly, Essai sur le blanchiment, avec la description de la nouvelle méthode de blanchir par la vapeur, d'après le procédé du citoyen Chaptal, Paris, bureau des "Annales des arts et manufactures", 1801, XVI-226 p., sur books.google.fr (BNF 31039366, lire en ligne).
- 1801 : Traité théorique et pratique sur la culture de la vigne, avec l'art de faire le vin, les eaux-de-vie, esprit de vin, vinaigres simples et composés, 2 vol., Paris, impr. Marchant, libr. Delalain fils
  - [Chaptal, Rozier, Parmentier & Dussieux 1801] Jean-Antoine Chaptal, François Rozier, Antoine Parmentier et Louis D'Ussieux (ill. Abraham Jacobsz Hulk), Traité théorique et pratique sur la culture de la vigne…, t. 1, 1801 (réimpr. 1839, 3e éd.), XVI-408 p., sur gallica (BNF 31929350, lire en ligne) (aussi sur wikisource).
  - [Chaptal, Rozier, Parmentier & Dussieux 1801] Jean-Antoine Chaptal, François Rozier, Antoine Augustin Parmentier et Louis D'Ussieux (ill. Abraham Jacobsz Hulk), Traité théorique et pratique sur la culture de la vigne…, t. 2, 1801, 8 pl. + X-584, sur gallica (BNF 30221985, lire en ligne).
- [Dictionnaire Rozier 1801] Robert O'Reilly, Cours complet d'agriculture, théorique, pratique, économique, et de médecine rurale et vétérinaire ; suivi d'une méthode pour étudier l'agriculture par principes, ou Dictionnaire universel, t. 10 : rédigé par les citoyens Chaptal, conseiller d'Etat et membre de l'Institut national ; Dussieux, Lasteyrie et Cadet-de-Vaux, de la Société d'Agriculture de Paris ; Parmentie, Gilbert, Rougier-Labergerie, et Chambon de l'Institut National, Paris, libr. Delalain fils, 1801, XVI-226 p., sur books.google.fr (BNF 31039366, lire en ligne).

- Chimie appliquée aux arts, Paris, impr. Crapelet / libr. Déterville
  - [1807] Chimie appliquée aux arts, t. 1, 1807, 10 pl. + 302, sur archive.org (lire en ligne).
  - [1807] Chimie appliquée aux arts, t. 2, 1807, 544 p., sur gallica (lire en ligne).
  - [1807] Chimie appliquée aux arts, t. 3, 1807, 534 p., sur gallica (lire en ligne).
  - [1807] Chimie appliquée aux arts, t. 4, 1807, 554 p., sur gallica (lire en ligne).
- [1807] L'Art de la teinture du coton en rouge, Paris, impr. Crapelet, libr. Déterville, 1807, pl. + XII-172, sur gallica (BNF 30221959, lire en ligne) (aussi sur wikisource).
- [1808] Principes chimiques sur l'art du teinturier-dégraisseur (mémoire de la première classe de l'Institut de France), Paris, Déterville, 1808, XII-69 p., sur archive.org (BNF 30221981, lire en ligne).
- [Chaptal et al. 1810] Jean-Antoine Chaptal, Joseph Louis Proust, Antoine Augustin Parmentier, Claude-Louis Berthollet et Louis-Nicolas Vauquelin, Instruction sur la fabrication du sucre de raisin, Paris, Impr. impériale, 1810, 31 p..
- [1811] Instruction sur l'art d'extraire l'indigo des feuilles du pastel (publiée par ordre de N. Exc. Mgr de Montalivet), Paris, Mme Huzard, 1811, In-8°, Pièce (BNF 31929355).
- [1818] « Mémoire sur le sucre de betteraves » (lu à la séance de la première Classe de l'Institut royal de France le 23 octobre 1815), Annales de chimie, t. 95,‎ 30 septembre 1815, p. 233-293 (lire en ligne [sur gallica]) (aussi sur wikisource).
- De l'Industrie françoise, 2 tomes, Paris, chez Antoine Augustin Renouard
  - [1819] De l'Industrie françoise, t. 1, 1819, XLVIII-248 p., sur archive.org (lire en ligne).
  - [1819] De l'Industrie françoise, t. 2, 1819, 462 p., sur archive.org (lire en ligne).
- [1819] Quelques réflexions sur l'industrie en général, à l'occasion de l'Exposition des produits de l'industrie française en 1819, Paris, libr. Corréard, 1819, sur gallica (lire en ligne).
- Chimie appliquée à l'agriculture, 2 tomes, Paris, impr.-libr. Mme Huzard
  - [1823] Chimie appliquée à l'agriculture, t. 1, 1823, LVI-298 p., sur archive.org (lire en ligne) (aussi sur wikisource).
  - [1823] Chimie appliquée à l'agriculture, t. 2, 1823, 484 p., sur archive.org (lire en ligne).
- [1893] Mes souvenirs sur Napoléon (publiés par Emmanuel Chaptal, arrière-petit-fils de l'auteur), Paris, impr.-éd. E. Plon, Nourrit & Cie, 1893, 413 p., sur gallica (lire en ligne).

### Publications administratives
- [Chaptal et al. 1802] Napoléon Bonaparte, Hugues-Bernard Maret (secrétaire d'État) et Jean-Antoine Chaptal (ministre de l'Intérieur), « 5 brumaire an 11 (27 octobre 1802), Traitement des différents fonctionnaires des lycées », Publications de l'Institut national de recherche pédagogique, no 23 « Les Enseignants du secondaire. XIXe – XXe siècles. Le corps, le métier, les carrières. Textes officiels. T.1 : 1802-1914 »,‎ 2000, p. 93-94 (lire en ligne [sur persee]).
- [Chaptal et al. 1803] Napoléon Bonaparte, Hugues-Bernard Maret (secrétaire d'État) et Jean-Antoine Chaptal (ministre de l'Intérieur), « 19 vendémiaire an 12 (12 octobre 1803). Règlement pour les écoles secondaires communales 2 », Publications de l'Institut national de recherche pédagogique, no 23 « Les Enseignants du secondaire. XIXe – XXe siècles. Le corps, le métier, les carrières. Textes officiels. T.1 : 1802-1914 »,‎ 2000, p. 104-106 (lire en ligne [sur persee]).
- [Chaptal et al. 1803] Napoléon Bonaparte, Hugues-Bernard Maret (secrétaire d'État) et Jean-Antoine Chaptal (ministre de l'Intérieur), « 15 brumaire an 12 (7 novembre 1803), Classement des lycées et fixation des traitements », Publications de l'Institut national de recherche pédagogique, no 23 « Les Enseignants du secondaire. XIXe – XXe siècles. Le corps, le métier, les carrières. Textes officiels. T.1 : 1802-1914 »,‎ 2000, p. 106-109 (lire en ligne [sur persee]).

## Distinctions et hommages

### Distinctions
- Légion d'honneur[38] :
  - Légionnaire (9 vendémiaire an XII : 2 octobre 1803), puis,
  - Grand officier (25 prairial an XII : 14 juin 1804), puis,
  - Grand-croix de la Légion d'honneur (22 mai 1825).
- Grand-croix de l'Ordre impérial de la Réunion (3 avril 1813)[39]

### Titres
- Comte Chaptal et de l'Empire (lettres patentes du 26 avril 1808, Bayonne[40])
- Institution de majorat attaché au titre de comte de Chanteloup (accordée par lettres patentes du 25 mars 1810, à Compiègne)[40])[41]
- Pair de France[42] :
  - 2 juin 1815 (Cent-Jours)
  - Baron-pair héréditaire (5 mars 1819, lettres patentes du 8 janvier 1820)

### Armoiries
| Figure | Blasonnement |
|        | Armes des Chaptal De gueules, à une tour d'or, maçonnée et portillée de sable, accostée de quatre étoiles d'or., |
|        | Armes du comte Chaptal et de l'Empire, sénateur, l'un des quatre officiers du Sénat, membre de la 1re classe de l'Institut de France, comte de l'Empire par lettres patentes du 26 avril 1808, comte de Chanteloup (avec majorat par lettres patentes du 25 mars 1810), De gueules à la tour d'or, maçonnée de sable accompagnée de quatre étoiles d'argent posées en pal, deux à dextre deux à senestre et surmontée en chef à senestre d'une vigne de sinople fruitée d'or ; franc-quartier de comte-sénateur., - Livrées : jaune, blanc, rouge, bleu et noir |
|        | Armes de Chaptal, comte de Chanteloup, Baron-pair héréditaire De gueules à la tour d'or maçonnée de sable, accostée de quatre étoiles d'argent 2 et 2. |

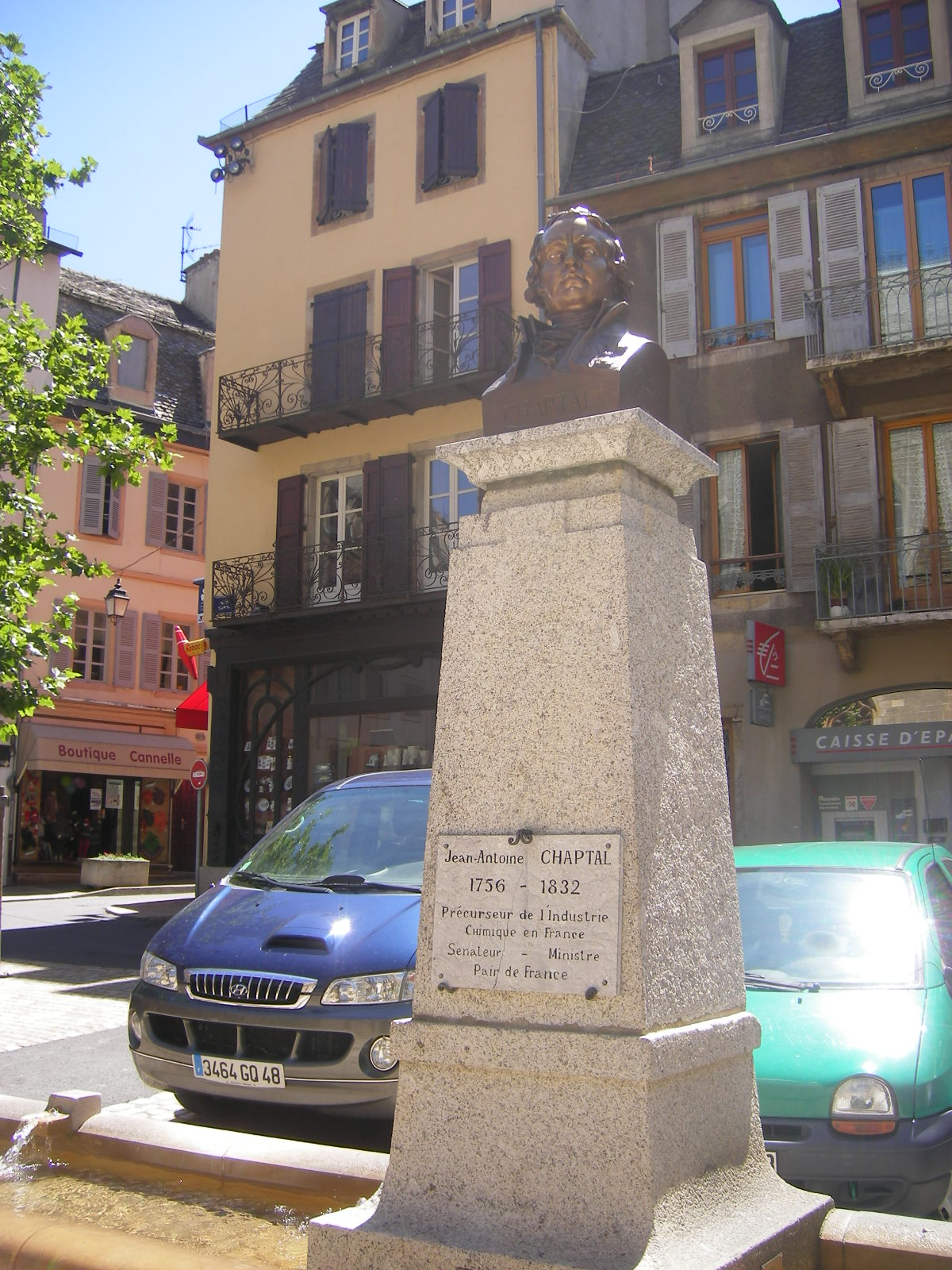
Place Chaptal à Mende.

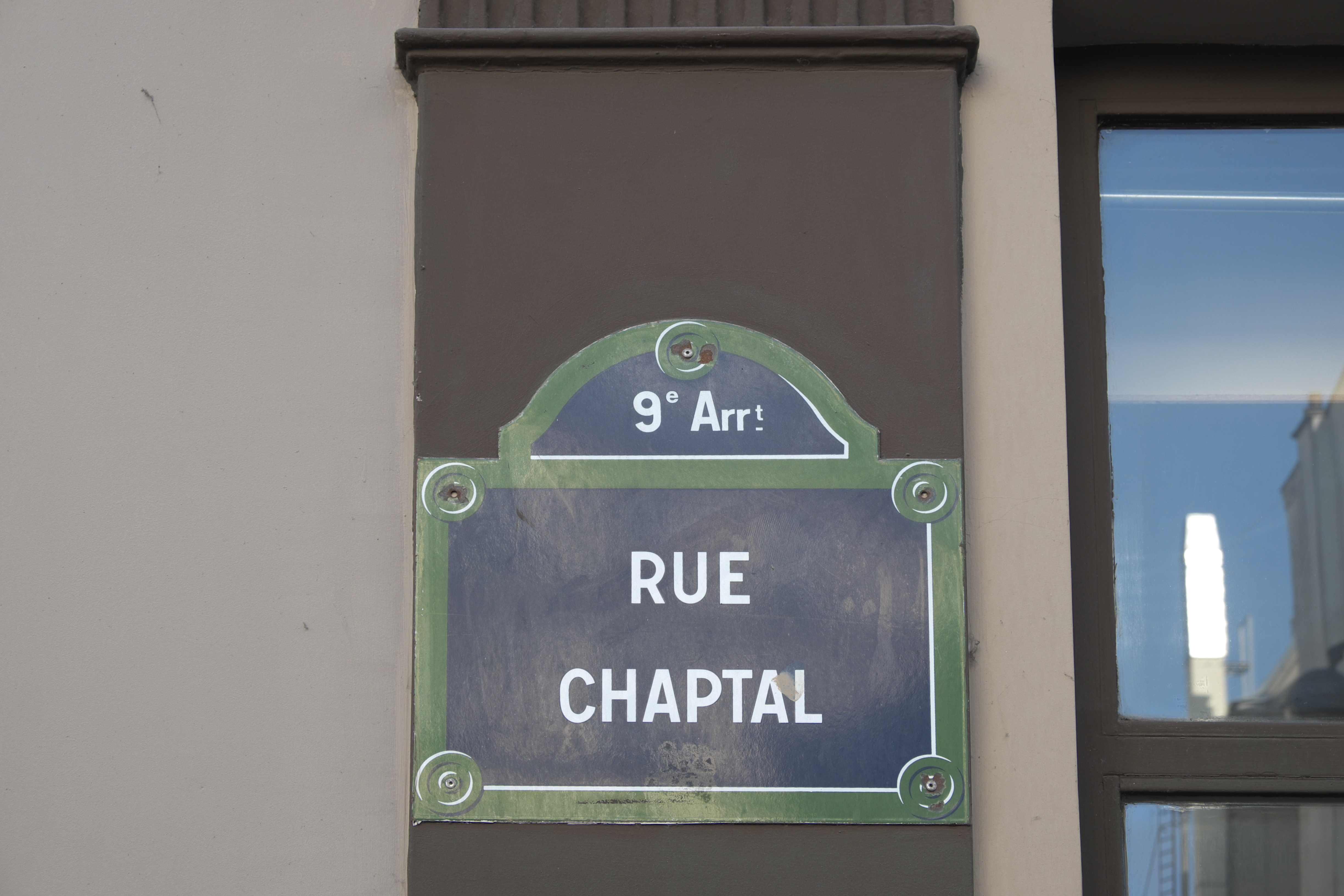
Rue Chaptal à Paris.

### Hommages
- Il fait partie des soixante-douze savants dont le nom est inscrit sur la tour Eiffel.
- Son nom et sa fonction sont gravés sur une médaille commémorant la nouvelle technique de construction utilisant le fer pour trois ponts enjambant la Seine à Paris (l'un « face au Palais des Arts » ; un autre reliant « l'île du palais de justice à l'île de la fraternité » ; et un troisième « entre le Muséum d'histoire naturelle et l'Arsenal »), médaille commandée en l'an X à la Classe littérature et beaux-arts de l'Institut national des sciences et arts, par les entrepreneurs de ces ponts. Le revers de la médaille porte l'inscription suivante : « Bonaparte premier consul. Cambacérès, IIe ; Lebrun, IIIe consuls. Chaptal, ministre de l'intérieur. La société…, la première en France, emploie le fer à la construction de trois ponts sur la Seine. Loi du 24 ventose an IX »[49]

- Plusieurs voies publiques portent son nom :
  - à Amboise, rue Chaptal[c 1] et place Chaptal[c 2] ;
  - à Château-Renault, rue Chaptal[c 3] ;
  - à Joué-lès-Tours, rue Chaptal[c 4] :
  - à Mende, rue Chaptal[c 5] et place Chaptal avec son buste en bronze sur une stèle[c 6]
  - à Montpellier, rue Chaptal[c 7], place Chaptal[c 8] (avec une stèle honorant les cheminots morts pendant les trois dernières guerres en France[50]) et impasse Chaptal[c 9] ; également une résidence Chaptal sur la rue de Claret[c 10]. Près de la place Chaptal existait une gare Chaptal jusque dans les années 1960[50],[n 3] ;
  - à Paris, rue Chaptal[c 11] ;
  - à Roubaix, place Chaptal[c 12] ;
  - à Tours, rue Chaptal[c 13].
  - à Nantes, rue Chaptal

- Cinq établissements d'enseignement secondaire français portent son nom : le lycée Chaptal d'Amboise (Indre-et-Loire), le lycée Chaptal de Paris, le lycée Chaptal de Mende (proche de son village de naissance), le lycée Chaptal de Saint-Brieuc (Côtes-d'Armor) et le lycée Chaptal de Quimper (Finistère)
- Une école maternelle et une école primaire portent également son nom, situées dans la rue Chaptal, à Paris.

## Iconographie
- un portrait par Louis-André-Gabriel Bouchet, daté de l'an VIII, est conservé au musée Carnavalet (P 762) ; il y arbore un gilet teint suivant un procédé de son invention.
- un buste par Philippe-Laurent Roland, daté de 1802 (plâtre : H. 86 cm ; L. 60 cm ; P. 30 cm), est exposé au Musée des Augustins de Toulouse.
- un portrait par Antoine-Jean Gros, daté 1824, Cleveland Museum of Art.
- un buste en marbre, par Auguste-Louis Ottin, daté de 1836, pour la salle du conseil municipal de Mende (aujourd'hui dans le hall du rez-de-jardin, au lycée Chaptal de Mende).
- un buste en bronze, place Chaptal, à Mende (Lozère) (copie du précédent).
- un buste par Albert Ferraud, daté de 1956, pour la place Chaptal à Mende (aujourd'hui aux archives du musée de Mende).

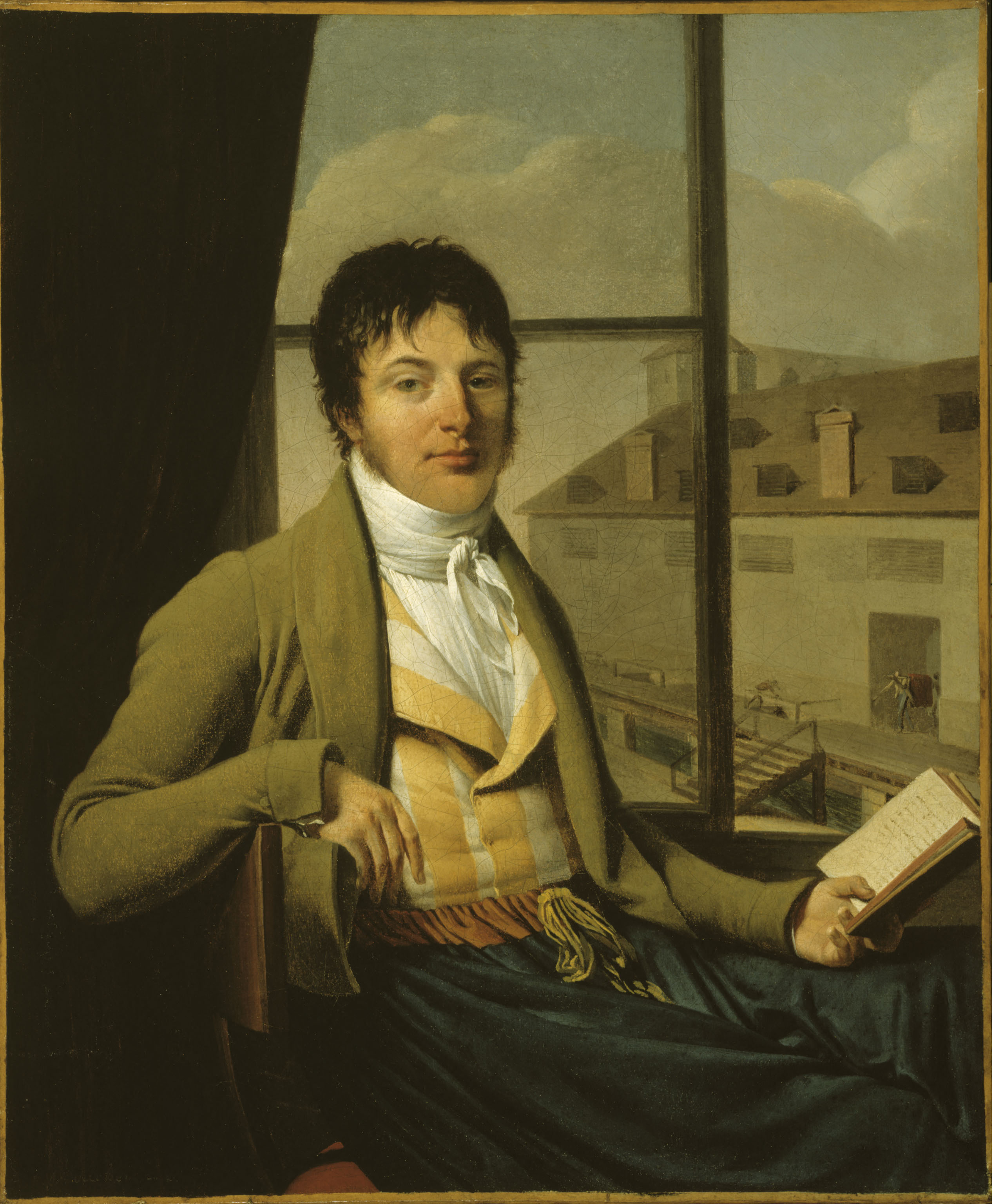
Louis-André-Gabriel Bouchet, musée Carnavalet, Paris.
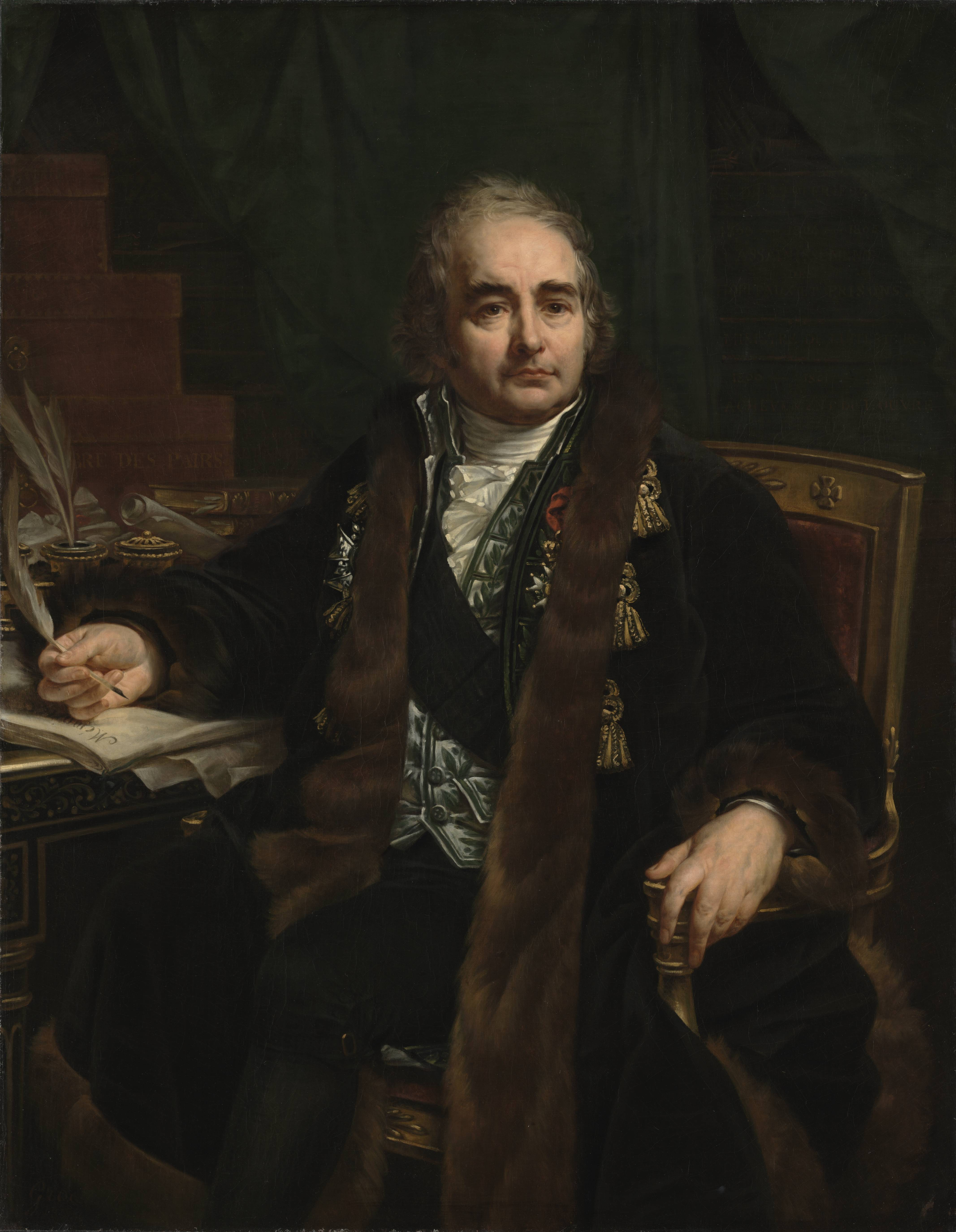
Portrait par le baron Gros (1824).
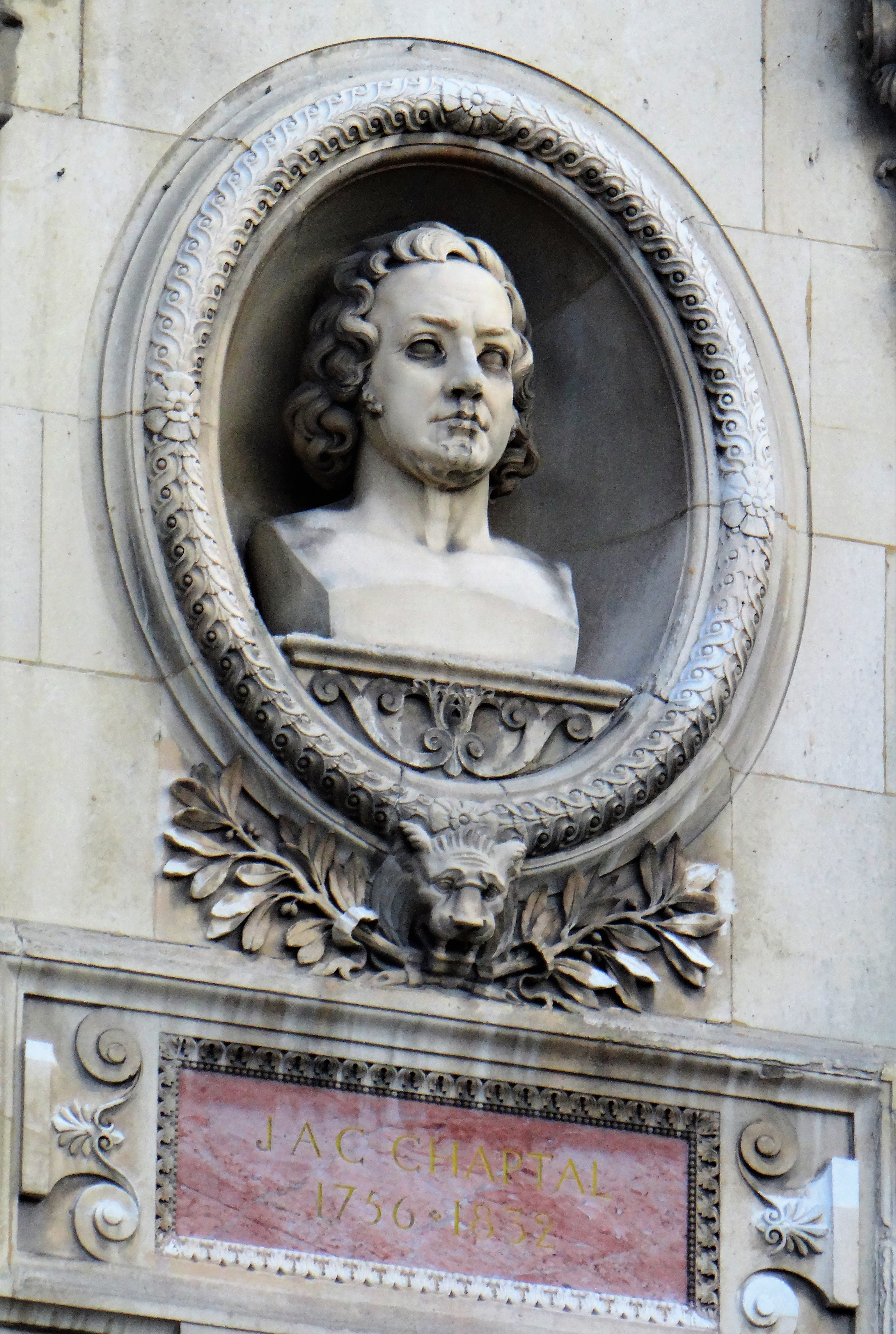
Buste sur la façade de l'escalier d'honneur du CNAM.
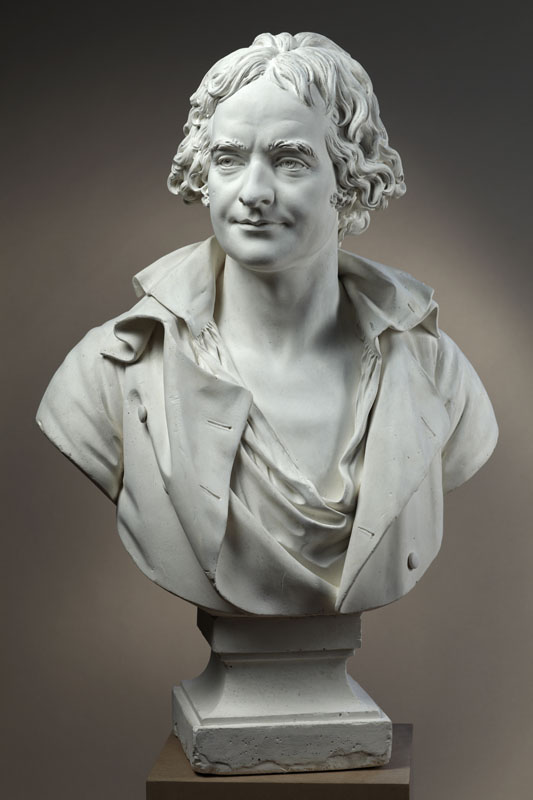
Moulage en plâtre d'un buste par Philippe-Laurent Roland, an X (1801-1802). Musée des Augustins de Toulouse.
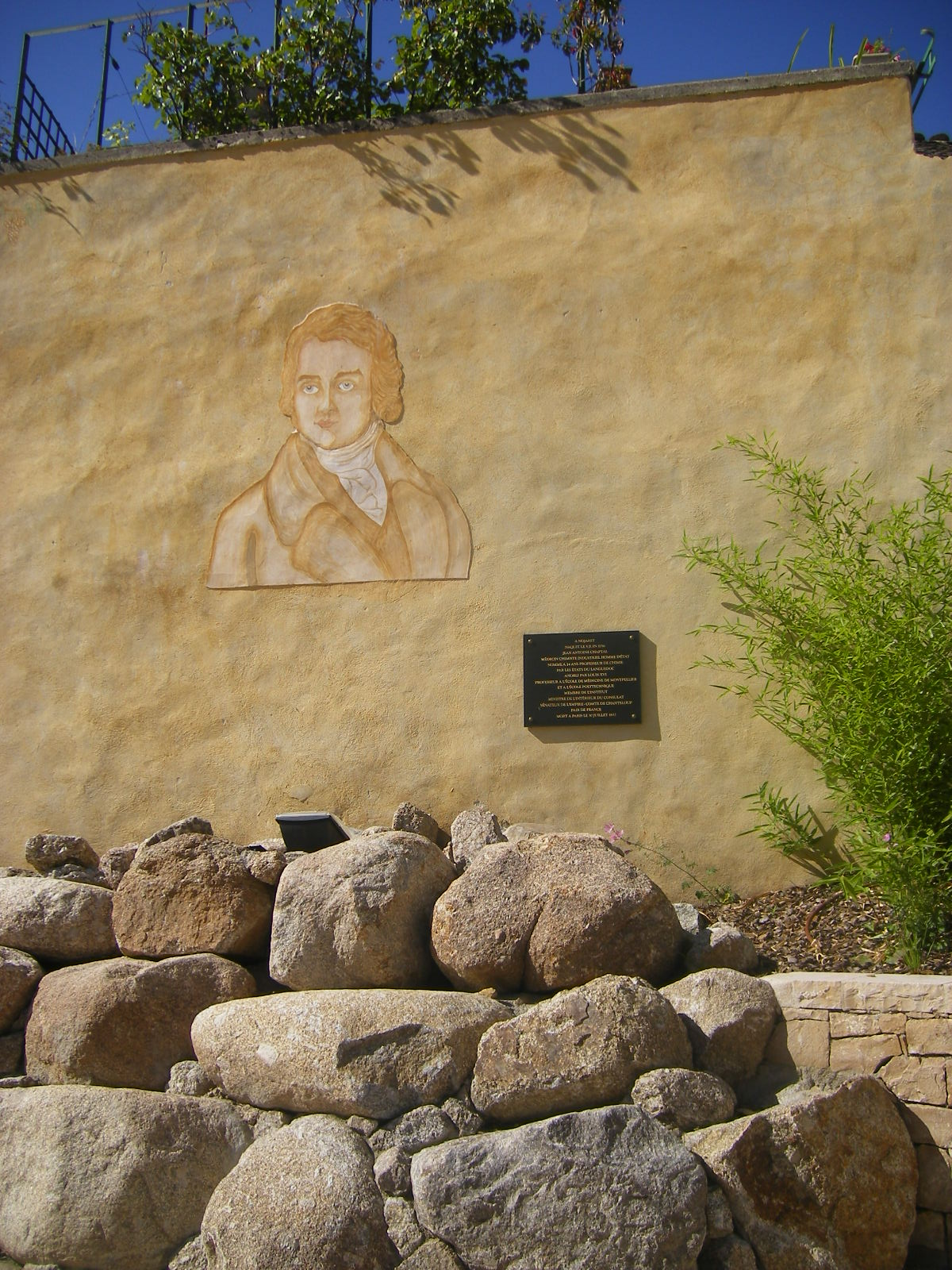
Fresque à Badaroux.